# Brand in Kemerovo
Op 25 maart 2018 vond er om 10:00 uur lokale tijd een grote brand in het Winterkers-winkelcentrum in het Russische Kemerovo. Bij de brand verloren zeker 64 mensen het leven doordat nooduitgangen waren geblokkeerd en alarmsystemen niet goed werkten.

## Gebeurtenis
Het winkelcomplex opende zijn deuren in 2013 in het Siberische mijnstadje Kemerovo. Naast winkels en restaurant waren er een sauna, bowlingbanen, speelruimtes en een kinderboerderij in het winkelcentrum gevestigd. De brand brak uit in de nabijheid van de speelruimtes. Doordat nooduitgangen geblokkeerd waren en alarmsystemen niet goed werkten was het voor de aanwezigen moeilijk om weg te komen. Daardoor verloren zeker 64 mensen, onder wie 41 kinderen het leven. Ook de 200 dieren van de kinderboerderij overleefden de ramp niet. De brand woedde 18 uur lang, waarbij een deel van het Winterkers-complex instortte.

## Nasleep
In de dagen van de afloop was er veel kritiek vanwege de trage reactie van lokale en federale autoriteiten, ondanks een bezoek van president Vladimir Poetin aan de rampplek op 27 maart. Er was veel te doen om het niet goed naleven van de brandvoorschriften. Op een plein voor het provinciehuis in Kemerovo demonstreerden tweeduizend mensen. Aman Toelejev, de gouverneur van de oblast Kemerovo kondigde op 1 april zijn aftreden aan.
 Toelejev zei dat het voor hem "moreel onmogelijk" was om aan te blijven als gouverneur. Een directielid van het bedrijf dat eigenaar was van het winkelcomplex werd gearresteerd.